# الاتحاد الآسيوي للسباحة
الاتحاد الآسيوي للسباحة (AASF) هو الهيئة المشرفة على المنافسات الدولية للرياضات المائية في القارة الآسيوية، وهو عضو في المجلس الأولمبي الآسيوي والاتحاد الدولي للسباحة.

## الأعضاء
| أعضاء الاتحاد الدولي (43) | أعضاء الاتحاد الدولي (43) | أعضاء الاتحاد الدولي (43) | أعضاء الاتحاد الدولي (43) | أعضاء الاتحاد الدولي (43) | أعضاء الاتحاد الدولي (43) |
| ------------------------- | ------------------------- | ------------------------- | ------------------------- | ------------------------- | ------------------------- |
| أفغانستان                 | بنغلاديش                  | بروناي                    | بوتان                     | كمبوديا                   | الصين                     |
| هونغ كونغ                 | الهند                     | إندونيسيا                 | إيران                     | العراق                    | اليابان                   |
| الأردن                    | كازاخستان                 | الكويت                    | قرغيزستان                 | لاوس                      | لبنان                     |
| ماكاو                     | ماليزيا                   | جزر المالديف              | منغوليا                   | ميانمار                   | نيبال                     |
| كوريا الشمالية            | عُمان                      | باكستان                   | فلسطين                    | الفلبين                   | قطر                       |
| السعودية                  | سنغافورة                  | كوريا الجنوبية            | سريلانكا                  | سوريا                     | تايبيه الصينية (تايوان)   |
| طاجيكستان                 | تايلاند                   | تركمانستان                | الإمارات العربية المتحدة  | أوزبكستان                 | فيتنام                    |
| اليمن                     | البحرين                   |                           |                           |                           |                           |

## المسابقات
- بطولة آسيا للسباحة
- بطولة آسيا للفئات العمرية للسباحة
- كأس آسيا للغطس
- كأس آسيا لكرة الماء
- كأس اسيا للأندية لكرة الماء
- بطولة آسيا للناشئين لكرة الماء
- بطولة آسيا للمدارس

## وصلات خارجية
- الموقع الرسمي